# Santiago de Peñalba

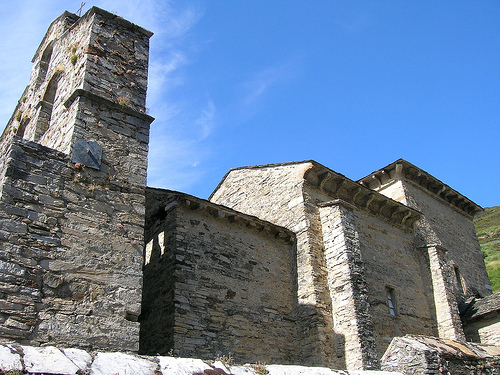
Ansicht von Westen, mit Glockenturm

Die ehemalige Abteikirche Santiago de Peñalba in Peñalba de Santiago, einem kleinen Ort in der Provinz León in der autonomen spanischen Region Kastilien-León, wurde im 10. Jahrhundert errichtet. Sie liegt auf fast 1100 Meter in einem abgelegenen Hochtal der Gebirgskette der Montes de León, ca. 20 km südlich von Ponferrada, der Hauptstadt der Comarca El Bierzo. Der Name Peñalba bedeutet weißer Fels und bezieht sich auf ein markantes Kalksteinmassiv. Neben San Miguel de Escalada, San Cebrián de Mazote, Santa María de Lebeña und San Miguel de Celanova zählt die Kirche Santiago de Peñalba zu den bedeutenden mozarabischen Bauwerken im Nordwesten Spaniens. Der Bau der Kirche wird auf 931 bis 937 datiert.

## Geschichte
Das dem Apostel Patrozinium Jakobus des Älteren unterstellte Kloster wurde Anfang des 10. Jahrhunderts von dem hl. Gennadius gegründet. Dieser wurde im Jahr 909 Bischof von Astorga. 920 gab er sein Amt auf, um sich nach Peñalba in ein einsames Hochtal der Montes de León zurückzuziehen, wo er das Leben eines Eremiten führte und 936 starb. Seine Gebeine waren in der Westapsis der Kirche bestattet, bis sie im 16. Jahrhundert nach Villafranca del Bierzo umgebettet wurden. In Peñalba gab es sowohl eine Mönchsgemeinschaft als auch in der Umgebung abgeschieden lebende Einsiedler. Bereits im 13. Jahrhundert wurde das Kloster aufgegeben und die Kirche von der kleinen Gemeinde, die sich um das Kloster angesiedelt hatte, als Pfarrkirche genutzt. Erst Anfang des 20. Jahrhunderts begann man, sich wieder für die Kirche zu interessieren. 1931 wurde sie zum Monumento Histórico-Artístico Nacional (Bien de Interés Cultural) erklärt. In den 1940er Jahren wurden erste Restaurierungsmaßnahmen eingeleitet.

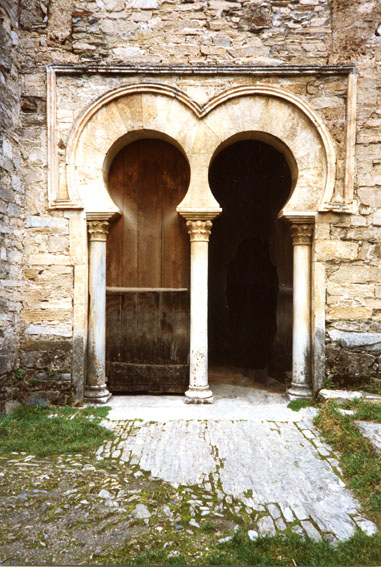
Südportal mit Hufeisenbögen und Alfizrahmen

## Architektur
Die Kirche ist aus Bruchstein (Schiefer und Kalkstein) errichtet. Vier schmale Fensteröffnungen sind noch original. An der Westfassade haben sich Fragmente der ursprünglichen Steintransenne (celosía) erhalten. Das Dach ist mit Schieferplatten gedeckt. Unter dem Dachansatz befinden sich Röllchenkonsolen aus Stein, die – wie in San Miguel de Escalada – auf mozarabische Baumeister und die Mezquita de Córdoba als Vorbild verweisen. Der offene Glockengiebel (Espadaña), eine Hinzufügung aus späterer Zeit, steht separat, westlich der Kirche.
Es gibt zwei Zugänge zur Kirche. Das Südportal weist einen doppelten, für die mozarabische Architektur typischen, eng geschlossenen Hufeisenbogen mit Alfizrahmen auf. Wie im Inneren werden diese beiden Bögen von sehr sorgfältig behauenen Kalksteinkeilen gebildet und die Säulen besitzen korinthische Marmorkapitelle und dreistufige Kämpfer mit Perlstabverzierung.

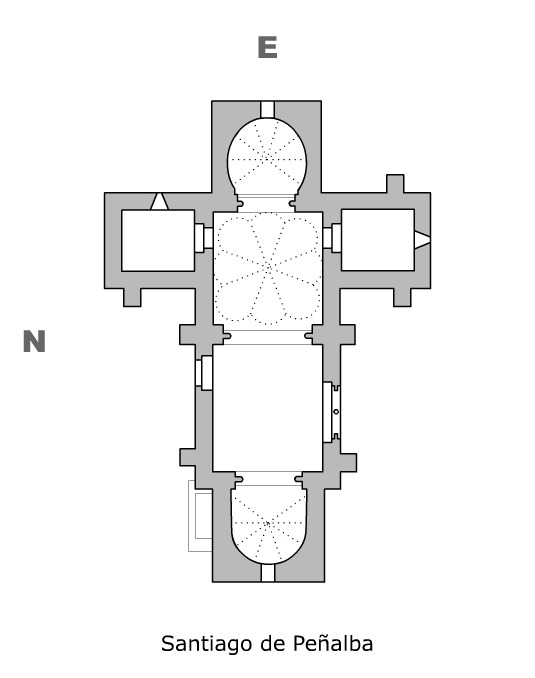
Grundriss

## Innenraum
Der Grundriss der Kirche ist ein lateinisches Kreuz. An der Stelle des Langhauses folgen zwei Quadrate, Laienchor und Chorquadrat, aufeinander, die sowohl im Osten als auch im Westen in eine Apsis münden. Beide Apsiden haben einen hufeisenförmigen Grundriss, wobei der Hufeisenbogen der östlichen Apsis wesentlich enger geschlossen ist als der Bogen der westlichen Gegenapsis. Außen haben beide Apsiden eine rechtwinklige Ummantelung. Auf beiden Seiten des Chorquadrates schließen sich, wie die Arme eines Querhauses, zwei Räume an, die auch als Sakristeien gedeutet werden. Über ihrem Tonnengewölbe wurden wie über den Apsiden unzugängliche Kammern (cámara oculta) entdeckt. Diese Kammern ohne jegliche Zugangsmöglichkeit von außen gibt es u. a. auch in San Baudelio de Berlanga, San Salvador de Valdediós oder San Miguel de Escalada. Ihre Bedeutung ist allerdings nicht geklärt.

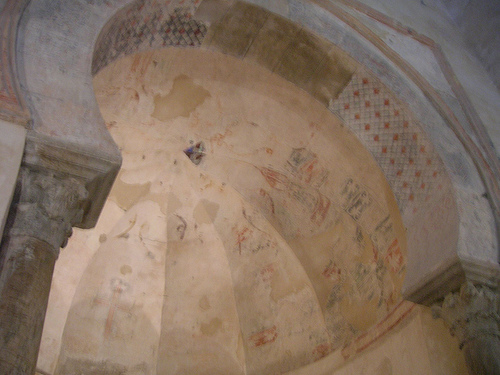
Schirmkuppel mit Fresken

Die vier Innenbereiche (Ost- und Westapsis und die beiden Quadrate) sind durch Hufeisenbögen aus regelmäßigen Keilsteinen miteinander verbunden. Sie ruhen auf schmalen wiederverwendeten Säulen mit korinthischen Kapitellen, denen – wie im Portikus von San Miguel de Escalada – dreistufige Kämpfer mit Perlstab aufliegen. Den Bogen zur Ost- oder Altarapsis umrahmt eine Alfiz-Leiste. Die Apsiden und das Chorquadrat tragen achtteilige Schirmkuppeln. An den Wänden und Gewölben haben sich noch Fresken aus der Entstehungszeit der Kirche erhalten.